# Новомосковський кооперативний коледж економіки та права
Новомосковський кооперативний коледж економіки та права ім. С. В. Литвиненка — приватний навчальний заклад, розташований у місті Новомосковськ (Дніпропетровська область). Навчальний заклад Дніпропетровської облспоживспілки названо іменем Сергія Васильовича Литвиненка. 

## Історія
Двоповерхова будова з червоної цегли у стилі бароко працювала як учительська семінарія, готуючи вчителів для початкових світських шкіл до 1917 року. Пізніше, під час ліквідації безграмотності у 1923 році на базі семінарії створили педагогічну школу.
Під час німецької окупації міста у 1943-му році школа була підпалена та майже цілковито знищена. Будівлю було передано Дніпропетровській облспоживспілці. Згідно з постановою правління Дніпропетровської ОСС № 1016 від 18.09.1952 р. «Про будівництво торгово-кооперативної школи Дніпропетровської ОСС», було вирішено: «Просити Новомосковський виконком міськради трудящих надати клітку по Радянській вулиці, двоповерхову споруду для відновлення і добудови третього поверху під торговельно-кооперативну школу області». Рішенням виконкому Новомосковської міської ради депутатів трудящих (протокол № 9 від 18.03 .1953 р.) Дніпропетровській ОСС було видано таке право і закріплена земельна ділянка по вул. Гетьманській. У 1955 році Дніпропетровська торговельно-кооперативна школа була приписана до міста.
У 1957 році згідно з Постановою Правління Укооспілки від 03 квітня 1957 року «Про відкриття з 1-го вересня 1957 року п'яти нових кооперативних технікумів та заочних відділів при них» у Новомосковську було започатковано новий навчальний заклад — Новомосковський кооперативний технікум. Було добудовано гуртожиток для студентів.

## Директори
- Погорелова Марія Кирилівна (1957–1979)
- Волков Валентин Антонович (1979–1988)
- Анцибор Василь Трифонович (1988–2005)
- Піхотіна Любов Миколаївна (2005-дотепер)

## Напрямки навчання
- Економіка, фінанси, підприємництво
- Право, юриспруденція
- Торгівля
- Туризм, готельно-ресторанний бізнес

## Див також
- Укоопспілка